# Joshua Dürksen
Joshua Iván Dürksen Dyck (Asunción, 27 de octubre de 2003) es un piloto de automovilismo paraguayo. Fue subcampeón del Campeonato de EAU de Fórmula 4 en 2019, su primer año en monoplazas. Desde 2024 compite en el Campeonato de Fórmula 2 de la FIA.

## Biografía
Joshua Iván Dürksen Dyck nació en Asunción, el 27 de octubre de 2003. Es de ascendencia alemana, siendo su bisabuelo un inmigrante que llegó al Paraguay escapando de la Segunda Guerra Mundial. Sus padres son oriundos del Chaco paraguayo. Tiene un hermano.

## Carrera deportiva

### Fórmula Regional
A pesar de las dificultades iniciales para asegurar la financiación necesaria. Dürksen pudo dar el paso al Campeonato de Fórmula Regional Europea en 2022, junto con sus compañeros latinoamericanos Eduardo Barrichello y Noel León en Arden Motorsport.
En enero y febrero de 2023, obtuvo un podio en el Campeonato de Fórmula Regional de Medio Oriente.
En 2023 compitió en su segunda temporada de FR Europea.

### Campeonato de Fórmula 2 de la FIA

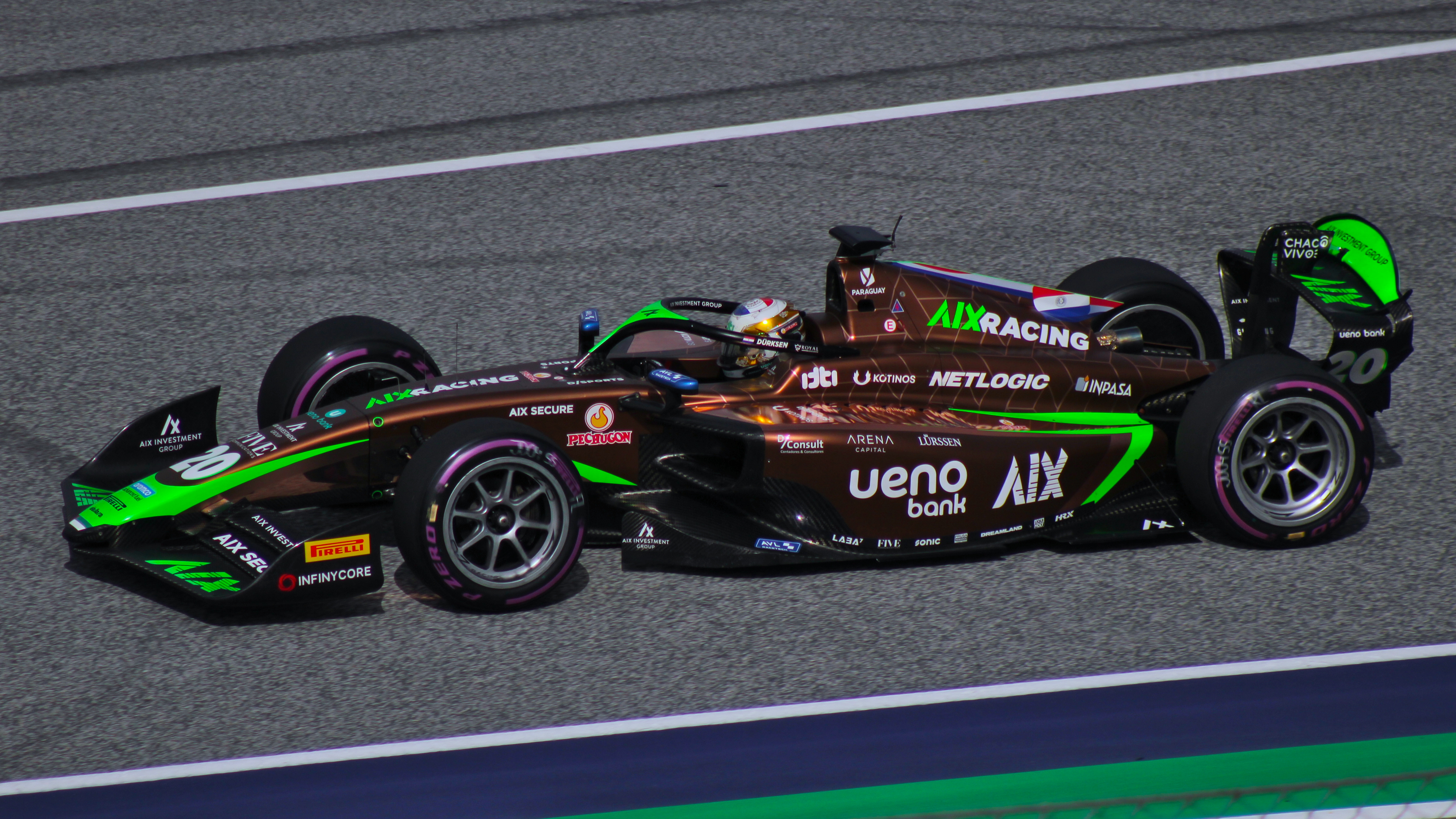
Dürksen manejando para AIX Racing en la Fórmula 2 2025.

En noviembre de 2023 firmó contrato con el equipo PHM AIX Racing para participar en el Campeonato de Fórmula 2 de la FIA en 2024, siendo el primer piloto paraguayo en la historia de la categoría, así como el primero en lograr una victoria, lo logró en la ronda de Bakú. Volvió a ganar en la última carrera del año en el circuito Yas Marina.
Renovó su contrato con AIX para 2025.

## Resumen de carrera
| Temporada | Categoría                                       | Equipo                                | Carreras     | Victorias    | Poles        | VR           | Podios       | Puntos       | Pos.         |
| --------- | ----------------------------------------------- | ------------------------------------- | ------------ | ------------ | ------------ | ------------ | ------------ | ------------ | ------------ |
| 2019      | Campeonato de EAU de Fórmula 4                  | Mücke Motorsport                      | 20           | 5            | 2            | 4            | 10           | 295          | 2.º          |
| 2019      | ADAC Fórmula 4                                  | ADAC Berlin-Brandenburg               | 21           | 0            | 0            | 1            | 2            | 80           | 11.º         |
| 2019      | Campeonato de Italia de Fórmula 4               | BWT Mücke Motorsport                  | 21           | 1            | 0            | 0            | 4            | 122          | 8.º          |
| 2020      | ADAC Fórmula 4                                  | ADAC Berlin-Brandenburg               | 21           | 2            | 1            | 1            | 6            | 191          | 6.º          |
| 2020      | Campeonato de Italia de Fórmula 4               | BWT Mücke Motorsport                  | 8            | 1            | 1            | 2            | 2            | 60           | 13.º         |
| 2021      | Campeonato de Italia de Fórmula 4               | BWT Mücke Motorsport                  | 21           | 2            | 0            | 2            | 3            | 171          | 6.º          |
| 2021      | Eurofórmula Open                                | Drivex School                         | 3            | 0            | 0            | 0            | 1            | 29           | 17.º         |
| 2022      | Campeonato de Fórmula Regional Europea          | Arden Motorsport                      | 20           | 0            | 0            | 0            | 0            | 40           | 14.º         |
| 2023      | Campeonato de Fórmula Regional de Medio Oriente | Hyderabad Blackbirds by MP Motorsport | 6            | 0            | 2            | 0            | 1            | 29           | 16.º         |
| 2023      | Campeonato de Fórmula Regional Europea          | Arden Motorsport                      | 20           | 0            | 0            | 0            | 1            | 26           | 19.º         |
| 2024      | Campeonato de Fórmula 2 de la FIA               | PHM AIX Racing                        | 6            | 0            | 0            | 0            | 0            | 87           | 10.º         |
| 2024      | Campeonato de Fórmula 2 de la FIA               | AIX Racing                            | 22           | 2            | 0            | 2            | 4            | 87           | 10.º         |
| 2025      | Campeonato de Fórmula 2 de la FIA               | AIX Racing                            | Disputándose | Disputándose | Disputándose | Disputándose | Disputándose | Disputándose | Disputándose |
| Fuente:   |                                                 |                                       |              |              |              |              |              |              |              |

## Resultados

### Campeonato de Fórmula Regional Europea
(Clave) (negrita indica pole position) (cursiva indica vuelta rápida)

| Año  | Equipo           | 1   | 1   | 2   | 2   | 3   | 3   | 4   | 4   | 5   | 5   | 6   | 6   | 7   | 7   | 8   | 8   | 9   | 9   | 10  | 10  | Pos. | Puntos |
| ---- | ---------------- | --- | --- | --- | --- | --- | --- | --- | --- | --- | --- | --- | --- | --- | --- | --- | --- | --- | --- | --- | --- | ---- | ------ |
| 2022 | Arden Motorsport | MNZ | MNZ | IMO | IMO | MON | MON | LEC | LEC | ZAN | ZAN | BUD | BUD | SPA | SPA | SPI | SPI | BAR | BAR | MUG | MUG | 14.º | 40     |
| 2022 | Arden Motorsport | 19  | 14  | 6   | 12  | 12  | 10  | 13  | 12  | Ret | 18  | 15  | Ret | 21  | 14  | 6   | 6   | 10  | 6   | 9   | 13  | 14.º | 40     |
| 2023 | Arden Motorsport | IMO | IMO | BAR | BAR | BUD | BUD | SPA | SPA | MUG | MUG | LEC | LEC | SPI | SPI | MNZ | MNZ | ZAN | ZAN | HOC | HOC | 19.º | 26     |
| 2023 | Arden Motorsport | 15  | Ret | 18  | 21  | 20  | 14  | 10  | 3   | 14  | 23† | 18  | 9   | 16  | NC  | 22  | Ret | 14  | 7   | 17  | 14  | 19.º | 26     |

### Campeonato de Fórmula Regional de Medio Oriente
(Clave) (negrita indica pole position) (cursiva indica vuelta rápida puntuable)

| Año  | Equipo                                | 1    | 1    | 1    | 2    | 2    | 2    | 3    | 3    | 3    | 4    | 4    | 4    | 5   | 5   | 5   | Pos. | Puntos |
| ---- | ------------------------------------- | ---- | ---- | ---- | ---- | ---- | ---- | ---- | ---- | ---- | ---- | ---- | ---- | --- | --- | --- | ---- | ------ |
| 2023 | Hyderabad Blackbirds by MP Motorsport | DUB1 | DUB1 | DUB1 | KUW1 | KUW1 | KUW1 | KUW2 | KUW2 | KUW2 | DUB2 | DUB2 | DUB2 | YMC | YMC | YMC | 16.º | 29     |
| 2023 | Hyderabad Blackbirds by MP Motorsport |      |      |      | Ret  | 7    | 3    | 26†  | 15   | 6    |      |      |      |     |     |     | 16.º | 29     |

### Campeonato de Fórmula 2 de la FIA
(Clave) (negrita indica pole position) (cursiva indica vuelta rápida puntuable)

| Año   | Escudería      | 1   | 1   | 2   | 2   | 3   | 3   | 4   | 4   | 5   | 5   | 6   | 6   | 7   | 7   | 8   | 8   | 9   | 9   | 10  | 10  | 11  | 11  | 12  | 12  | 13  | 13  | 14  | 14  | Pos. | Puntos | Ref.   |
| ----- | -------------- | --- | --- | --- | --- | --- | --- | --- | --- | --- | --- | --- | --- | --- | --- | --- | --- | --- | --- | --- | --- | --- | --- | --- | --- | --- | --- | --- | --- | ---- | ------ | ------ |
| 2024  |                | SAK | SAK | YED | YED | MEL | MEL | IMO | IMO | MON | MON | BAR | BAR | SPI | SPI | SIL | SIL | BUD | BUD | SPA | SPA | MNZ | MNZ | BAK | BAK | LUS | LUS | YMC | YMC | 10.º | 87     | [ 13 ] |
| 2024  | PHM AIX Racing | 15  | 11  | 9   | 12  | 17  | Ret |     |     |     |     |     |     |     |     |     |     |     |     |     |     |     |     |     |     |     |     |     |     | 10.º | 87     | [ 13 ] |
| 2024  | AIX Racing     |     |     |     |     |     |     | Ret | 3   | 18  | 18† | 10  | Ret | 8   | 6   | 16  | Ret | 18  | 19  | 19  | 10  | 3   | 5   | 1   | 5   | 8   | 13  | Ret | 1   | 10.º | 87     | [ 13 ] |
| 2025* | AIX Racing     | MEL | MEL | SAK | SAK | YED | YED | IMO | IMO | MON | MON | BAR | BAR | SPI | SPI | SIL | SIL | SPA | SPA | BUD | BUD | MNZ | MNZ | BAK | BAK | LUS | LUS | YMC | YMC | 15.º | 23     | [ 14 ] |
| 2025* | AIX Racing     | 1   | C   | DSQ | 10  | 12  | 11  | 11  | 13  | Ret | Ret | NC  | 17  | 2   | 13  | 5   | 20† | 11  | 11  | 11  | 12  |     |     |     |     |     |     |     |     | 15.º | 23     | [ 14 ] |

- * Temporada en progreso.